# Laujuzan
Laujuzan település Franciaországban, Gers megyében. Lakosainak száma 290 fő (2022. január 1.). Laujuzan Caupenne-d’Armagnac, Magnan, Maupas, Monlezun-d’Armagnac, Mormès, Panjas és Perchède községekkel határos.

## Népesség
A település népességének változása:
| Lakosok száma | 283  | 242  | 245  | 231  | 257  | 269  | 279  | 280  | 282  | 290  |
|               | 1968 | 1982 | 1990 | 2006 | 2013 | 2015 | 2017 | 2019 | 2020 | 2022 |